# 忍魂
忍魂（しのびだましい）は、2009年1月に大都技研が製造・販売した5号機のパチスロ機。保通協における型式名は「シノビダマシイ3」。
ボーナスとアシストリプレイタイム（ART）「月光ノ刻」（げっこうのとき）によって出玉を増やすART機。

## 概要
大都技研の5号機で5機種目にあたるが、過去の4機種はいずれも4号機のリメイクや外部作品とのタイアップ機種であり、同社の5号機としては初の完全オリジナル機種。また同社初のART機でもある。
4種類のビッグボーナス(BIG)と2種類のレギュラーボーナス(REG)を搭載。BIGは約210～220枚、REGは約100枚の獲得が可能。

## 通常時
通常時は通常・高確・超高確の3つのART抽選状態が存在し、高確状態はボーナス終了後に必ず移行し、特定小役入賞によるART抽選に大きな設定差が存在する。超高確には、ART終了時の1/2あるいは、特定RT中に特殊3択リプレイを入賞させた際の1/2で移行する。この間に特定小役を引き当てると必ずARTに突入する。

## ART「月光ノ刻」
通常時ボーナス終了後問わずいつでも突入する可能性のあるART。
ARTは最低50ゲーム1セットで、1ゲーム当たりの純増枚数は約1.5枚。左リールにある3つのボーナス図柄を目押しするタイプ。
ART中に特定小役を引き上乗せ抽選に当選させることにより、ARTのゲーム数を上乗せすることが可能。この抽選に設定差は存在せず、自らの引きにより大量ゲーム数の上乗せも狙える。
ARTの突入抽選は主に通常ゲームでの1枚役及びチャンス9枚役（取りこぼすとチャンス目が出現）で行っており、ARTに当選した場合は32ゲーム間隔の周期ゾーンからARTに突入する。この32ゲーム間隔を利用して、いわゆる「前兆演出」を実現している。
ARTは1回の当選で1～6セット連続するばかりでなく、ART終了後にはARTの引き戻し抽選も行っていて、この抽選に当選すれば一定間隔後再びARTに突入する。